# Poul Mejer
Poul Mejer (2. november 1931 – 9. januar 2000) var en dansk fodboldspiller.

## Karriere
Poul Mejer spillede hele karrieren i Vejle Boldklub, hvor han opnåede 307 kampe. Dermed er han nummer otte på listen over VB'ere med flest kampe. Han var en hurtig wing, som lagde op til mange mål. Han scorede selv 128 mål. Han oplevede to oprykninger med Vejle Boldklub. Først i 1952, hvor klubben rykkede op i 2. division og sidenhen i 1956, hvor Vejle Boldklub for første gang rykkede op i Danmarks bedste række.
I 1958 var Poul Mejer med i klubbens hidtil største triumf, da VB vandt både Danmarksmesterskabet og DBU's landspokalturnering – dermed blev Vejle Boldklub den første klub til at vinde "The Double".
Pokaltriumfen blev fulgt op i 1959, hvor Poul Mejer spillede hovedrollen i de to finaler mod AGF. Poul Mejer bragte VB foran 1-0 i den første kamp, men efter forlænget spilletid stod der 1-1, og kampen måtte spilles om. Her bragte Poul Mejer endnu engang VB foran, og denne gang holdt føringen. Poul Mejer og VB havde vundet pokalen for andet år i træk.
I 1960 var Poul Mejer med i Danmarks trup ved OL i Rom, hvor holdet sensationelt vandt sølvmedaljer. Han fik dog aldrig spilletid i Rom. På holdet var også de tre holdkammerater fra VB: Poul Jensen, Henning Enoksen og Tommy Troelsen. De fire VB'ere blev ved hjemkomsten hyldet på rådhusbalkonen i Vejle af daværende borgmester Willy Sørensen. Han fik to A-landskampe for Danmark begge mod DDR; 1961 i Idrætsparken og 1962 på Zentralstadion i Leipzig
Poul Mejer spillede sin sidste kamp for Vejle Boldklub 3. april 1966. Han døde d. 9. januar 2000.